# عكس مستو
العكس المستوي هو عبارة عن جعل الجزء الأول من القضية ثانيا، والجزء الثاني أولا، مع بقاء الصدق والكيف بحالهما، كما إذا أردنا عكس قولنا: كل إنسان حيوان، بدلنا جزأيه، وقلنا: بعض الحيوان إنسان، أو عكس قولنا: لا شيء من الإنسان بحجر، قلنا لا شيء من الحجر بإنسان.